# Castillo de Greifenstein
El castillo de Greifenstein es un castillo en ruinas en el municipio de Filisur del Cantón de los Grisones en Suiza. Está incluido en el registro del Inventario Suizo de Bienes Culturales de Importancia Nacional y Regional.

## Historia
El castillo fue construido en un afloramiento rocoso sobre el pueblo, probablemente en el siglo XII como el hogar de la familia Greifenstein. Probablemente estaban relacionados con las familias Wildenberg-Sagogn y Frauenberg en Ruschein. La primera mención de ellos fue en 1233 como Grifenstein cuando el Papa ordenó a Rudolf von Greifenstein que emprendiera una cruzada como penitencia por el asesinato del obispo Berthold von Helfenstein. En 1237, finalmente se fue para unirse a las Cruzadas. En 1243, sus parientes Heinrich y Albert fueron mencionados como testigos en un proceso legal como Hainricus et Albertus de Grifinstain.
A fines del siglo XIII, la familia desaparece del registro y en 1300 la familia Wildenberg aparece como poseedora del castillo y las tierras circundantes. No está claro si los Greifenstein murieron o si los Wildenberg se casaron con la familia o si eran una rama de la familia. En 1320 el conde Hugo III von Werdenberg-Heiligenberg / von Wildenberg y su esposa Anna von Wildenberg hipotecaron el castillo y las tierras al obispo de Chur por 1150 marcos. Sin embargo, tres años más tarde, en 1323, los Wildenbergs derrotaron al ejército del obispo cerca de Greifenstein, pero hacia 1339 el Freiherr von Marmels gobernó sobre el territorio para el obispo. En 1360, el Freiherr von Wildenberg-Sagogn lo vendió al Freiherr von Matsch.
En 1392, la familia von Matsch eran caballeros ladrones que utilizaban el castillo como base para ataques contra las propiedades del obispo. En 1394, el obispo Hartmann II envió con éxito un ejército para expulsar a los ladrones y tomar el control del castillo. Designó a un vogt para administrar el castillo y sus tierras, pero se vio obligado a hipotecarlo a la familia Marmels en 1411. La familia Matsch demandó al obispo para que les devolviera el castillo. En 1421, el duque Ernst de Austria negoció un compromiso donde el obispo mantuvo los castillos de Greifenstein y Tschanüff, pero tuvo que pagar a la familia Matsch 2.500 marcos.
En 1468, Greifenstein, junto con varios otros de los castillos del obispo, fueron atacados y ocupados por la Liga de la Casa de Dios. Los castillos fueron devueltos al obispo después de la intervención de la ciudad de Zúrich. En 1537, Filisur compró los derechos para gobernarse a sí mismo del obispo y el castillo perdió su importancia. Fue abandonado y rápidamente cayó en la ruina. En 1550 fue mencionado como destruido en su mayoría. Sin embargo, el techo permaneció en buen estado hasta alrededor de 1840. Cuando el techo finalmente se derrumbó, parte de la piedra del castillo se aprovechó para la nueva casa de la escuela en Filisur.

## Sitio de castillo
El castillo consta de tres partes separadas construidas en terrazas en diferentes elevaciones. La puerta inferior se construyó en un espacio rocoso al pie del afloramiento. La entrada y partes de la pared circundante todavía son visibles. El castillo inferior estuvo una vez al oeste de la puerta inferior. Sin embargo, no quedan rastros de la pared que lo protegía en el lado del valle.
El castillo del medio ocupa una terraza triangular al norte y sobre el castillo inferior. Una puerta protegía el estrecho extremo sur del triángulo. Hoy el único rastro de esta puerta es el canal tallado en la roca que probablemente permitía bloquear la puerta. Gran parte de la enorme muralla que rodeaba el castillo del medio todavía se encuentra en los lados norte y oeste de la terraza. El vestíbulo y un pequeño altar de la capilla del castillo aún son visibles a lo largo de la pared norte. Además, la cisterna del castillo del medio y los canales de roca que llevaron el agua están cerca de la capilla.
Un camino estrecho, tallado en la roca, conduce desde el castillo del medio al castillo superior, una subida vertical de unos 30 m. El castillo superior era una torre hexagonal irregular de unos 9 m × 16 m (30 pies x 52 pies). Hoy, solo queda la base de este muro.

## Galería

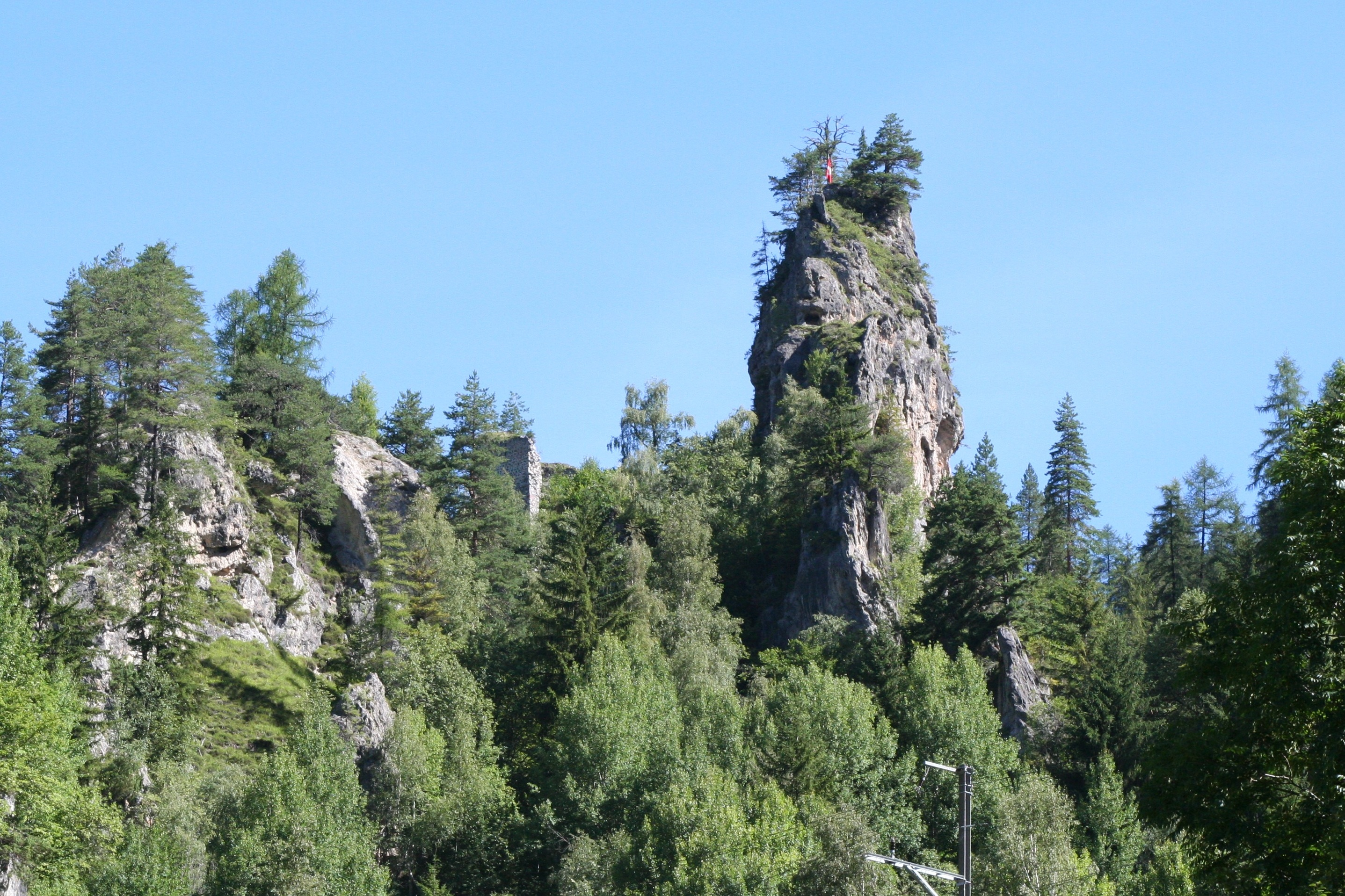
El afloramiento rocoso sobre el pueblo
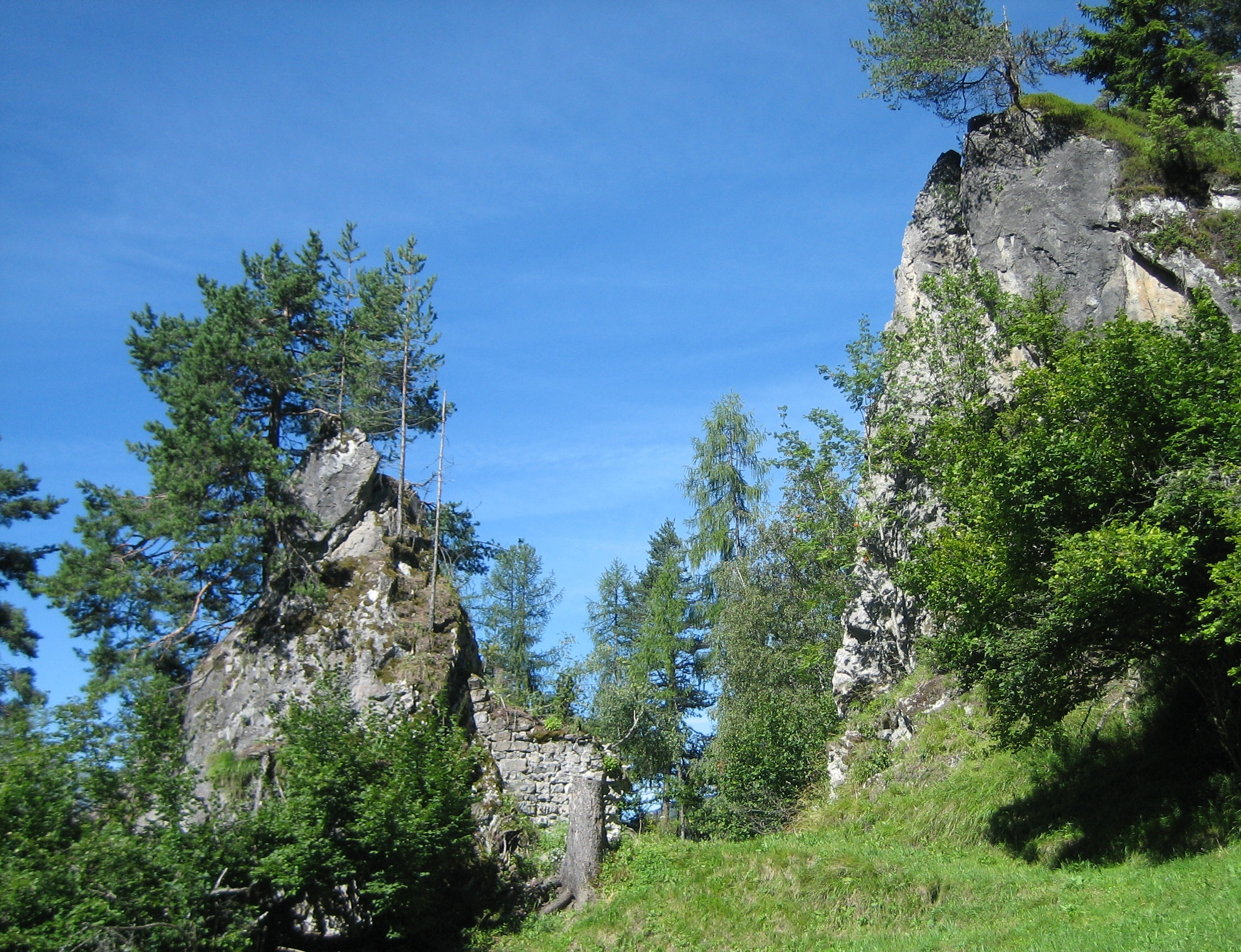
Ruinas de la puerta más baja
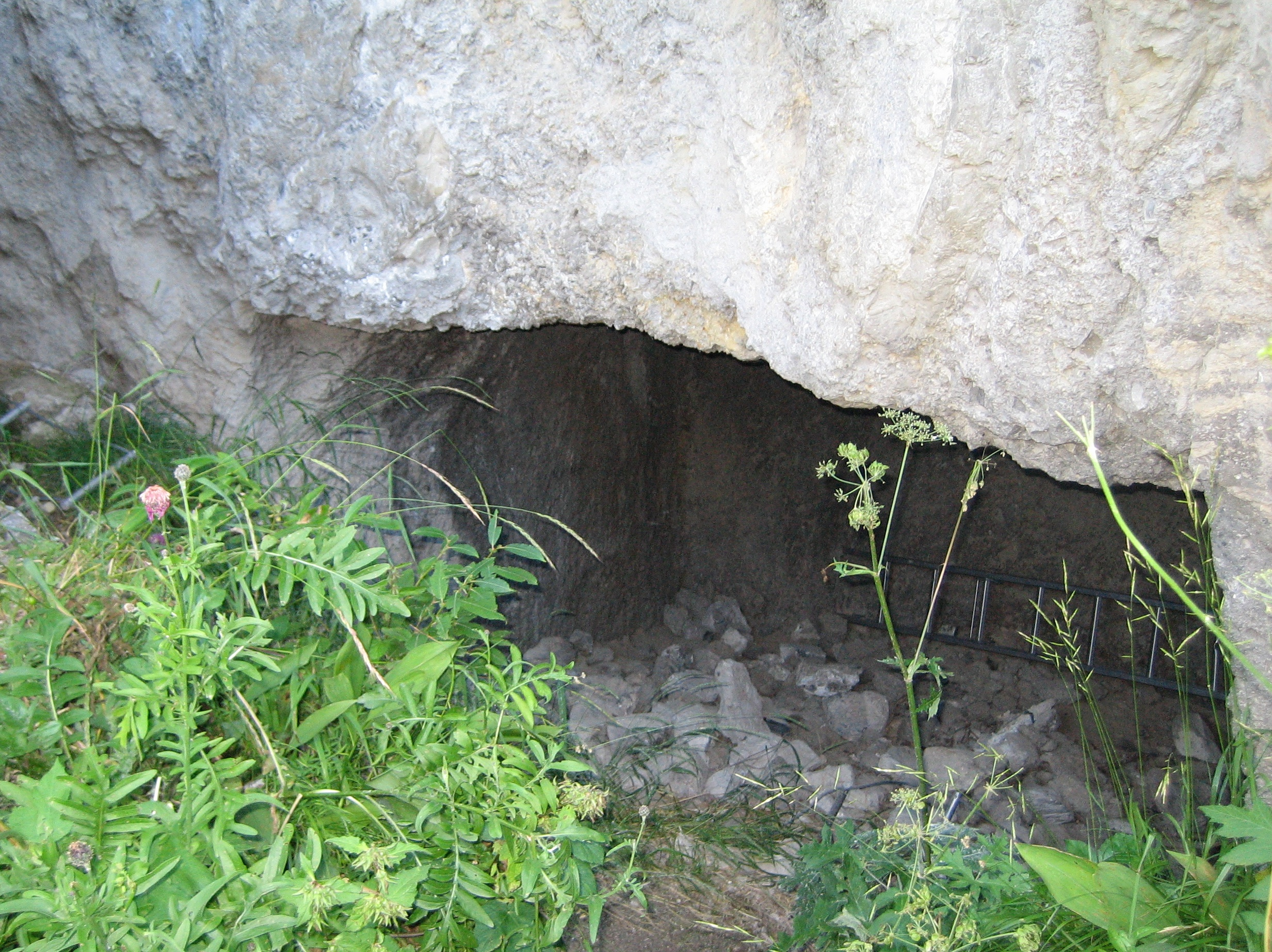
La cisterna en el castillo medio
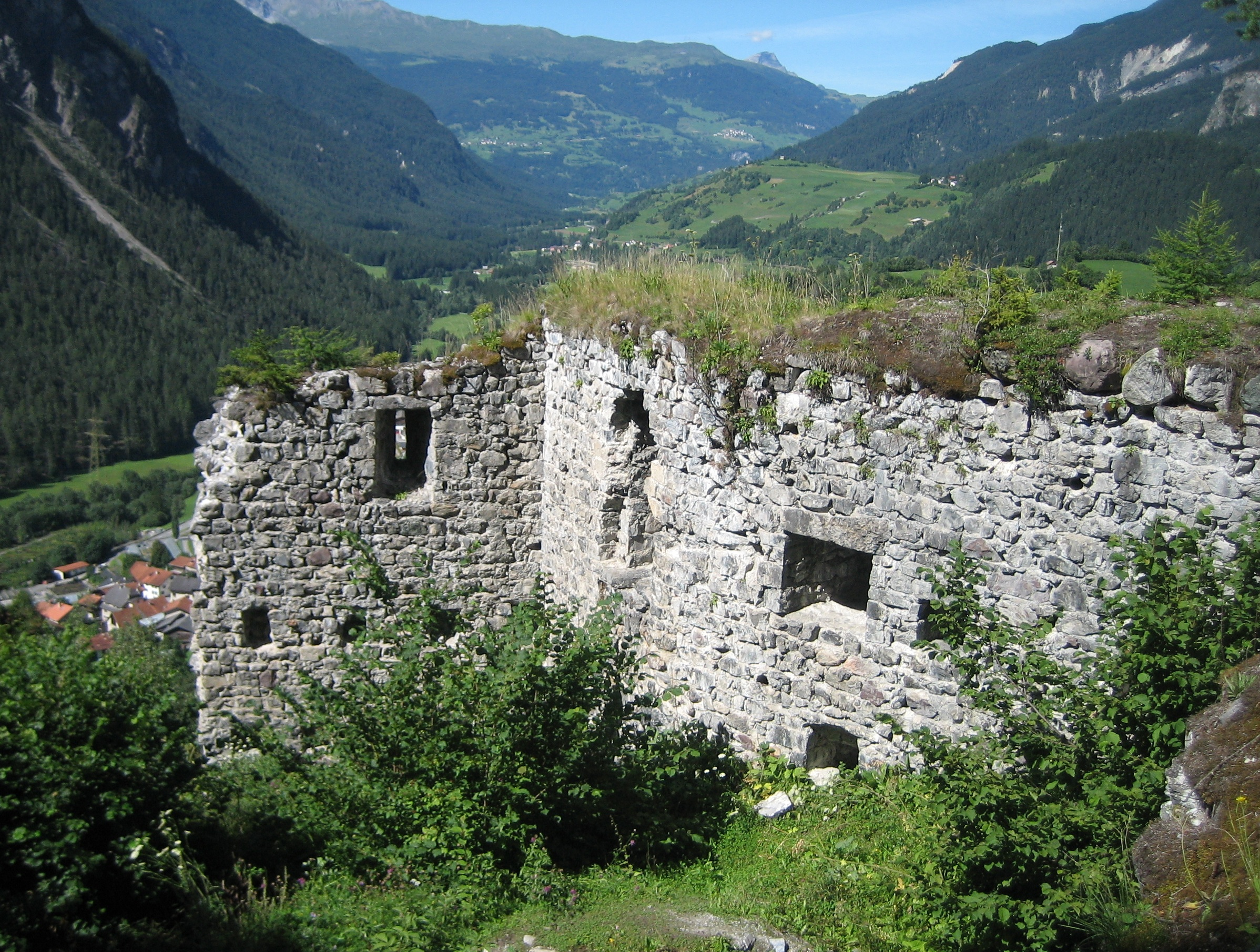
Muros del noroeste
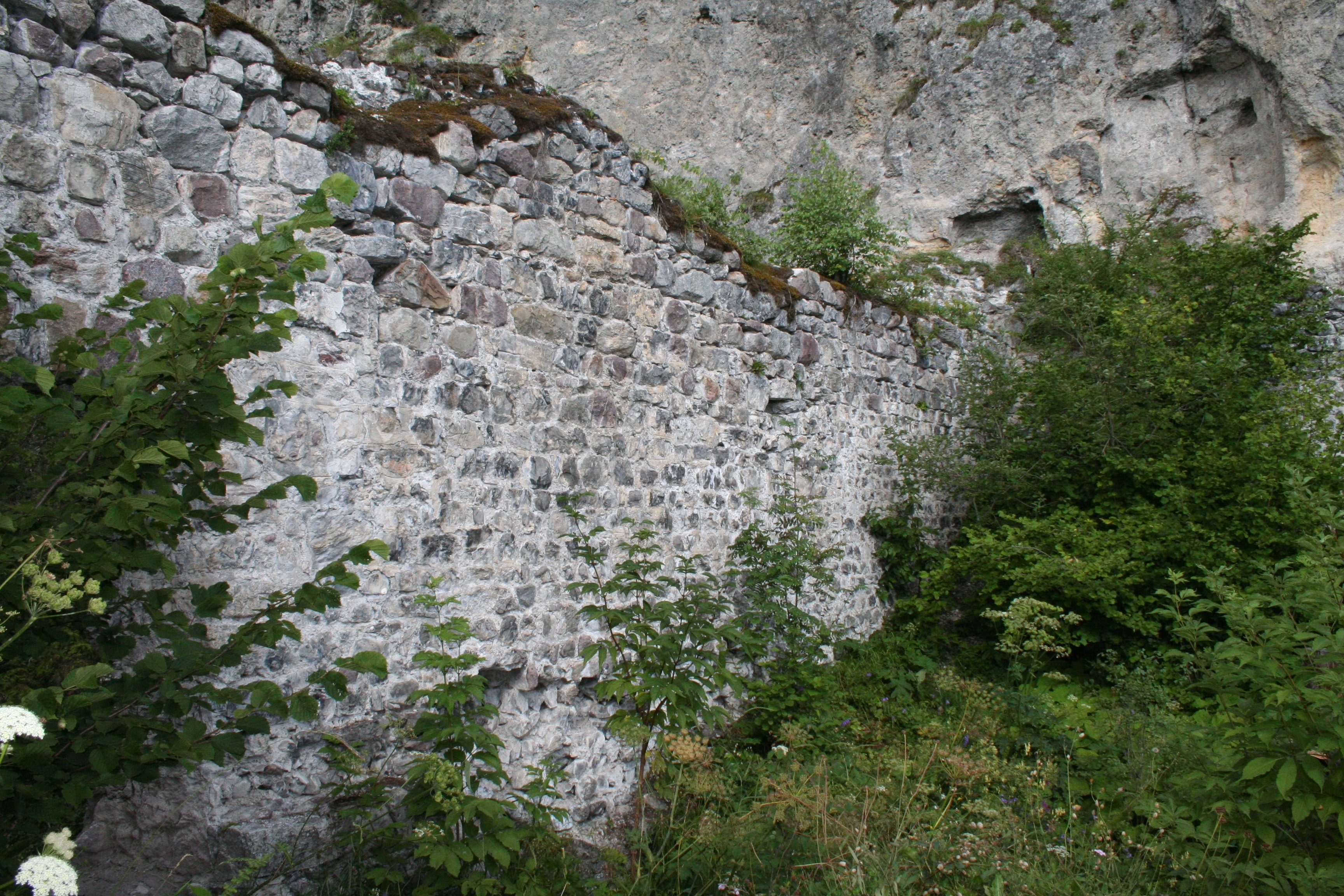
La pared norte del castillo medio se encuentra con la cara este del acantilado